# Фогтсбург им Кајзерштул
Фогтсбург им Кајзерштул (њем. Vogtsburg im Kaiserstuhl) град је у њемачкој савезној држави Баден-Виртемберг. Једно је од 50 општинских средишта округа Брајсгау-Хохшварцвалд. Према процјени из 2010. у граду је живјело 5.631 становника. Посједује регионалну шифру (AGS) 8315133.

## Географски и демографски подаци
Фогтсбург им Кајзерштул се налази у савезној држави Баден-Виртемберг у округу Брајсгау-Хохшварцвалд. Град се налази на надморској висини од 190–557 метара. Површина општине износи 37,4 km². У самом граду је, према процјени из 2010. године, живјело 5.631 становника. Просјечна густина становништва износи 151 становника/km².